# Impara a dire no
Impara a dire no è il terzo album della cantautrice italiana Lighea, pubblicato dall'etichetta discografica RTI Music nel 1996.

## Tracce
1. Impara a dire no
2. Non ci sono più
3. Non voglio starti a sentire
4. Giù dall'anima
5. Per una volta ancora
6. Mamma no
7. Gli stupidi
8. Vedi
9. Libera
10. Oltre i limiti
11. Nel mio profondo

## Formazione
- Lighea – voce
- Massimo Varini – chitarra
- Franco Cristaldi – basso
- Lele Melotti – batteria
- Massimo Luca – chitarra
- Pier Carlo Penta – organo Hammond C3, programmazione
- Lalla Francia, Moreno Ferrara, Silvio Pozzoli – cori